# Ann Arbor Film Festival

Ann Arbor Film Festival est un festival de cinéma annuel qui se tient à Ann Arbor, dans l'État du Michigan aux États-Unis.

## Histoire
Le festival a été fondé en 1963.